# Emmanuel Rougier
Emmanuel Rougier (La Chomette, 26 agosto 1864 – Tahiti, 16 dicembre 1932) è stato un missionario e imprenditore francese, delle Isole Gilbert ed Ellice.
Ordinato prete nel 1888, l’abbé Rougier accompagna lo stesso anno monsignor Julien Vidal per diventare missionario cattolico del vicariato apostolico delle Figi, spesso in contrasto con la sua gerarchia. Ottiene un'eredità importante (circa 900.000 franchi-oro) da Athanase Cécille, un bagnard condannato nella Nuova Caledonia, eredità che conserva per sé.
Affitta con questa eredità le isole Fanning e Washington per poi scambiarle per l'isola Christmas nel 1907 dove fa piantare 500.000 alberi da cocco.
È espulso dai Fratelli maristi delle scuole nel 1909 per aver lasciato il vicariato.
Malato, affida la piantagione dell’isola Christmas al suo nipote Paul Rougier. Nel 1932, Fred Rebell fa scalo da Paul.